# Mythenweg
Als Mythenweg wird die Schweizer Wanderroute 829 (eine von 290 lokalen Routen) in den Schwyzer Alpen bezeichnet. Sie beginnt und endet bei der Bergstation Rotenflue der Luftseilbahn von Rickenbach b. Schwyz im Schweizer Kanton Schwyz und führt über die Holzegg auf den Gipfel des Gross Mythen.

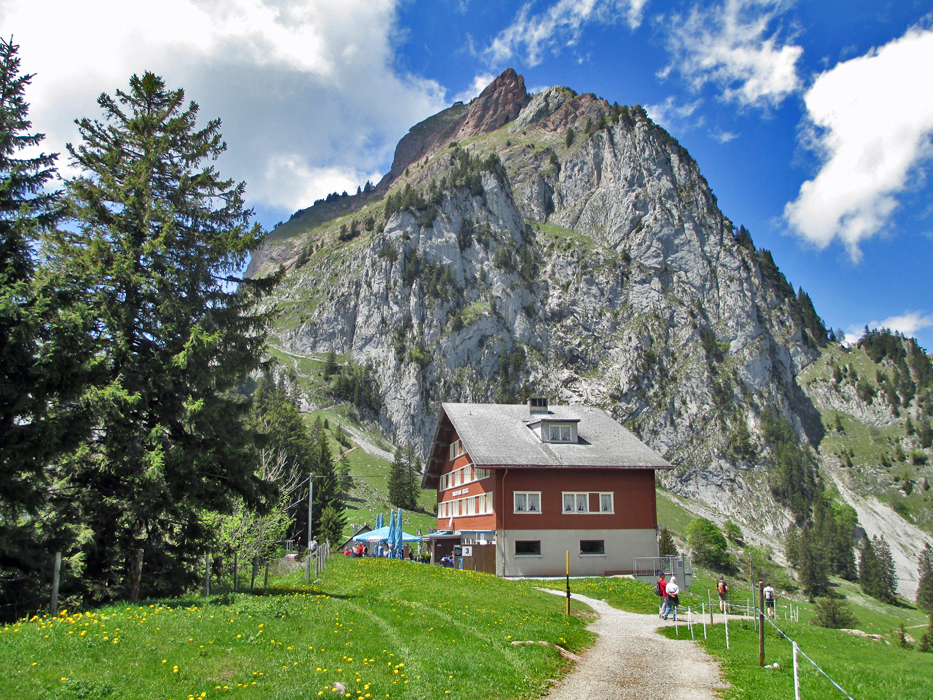
Holzegg mit Gipfelblick.

Der Start- und Zielpunkt liegt auf 1571 m ü. M., der zu überschreitende Sattel auf 1405 m ü. M. und der Gipfel auf 1898 m ü. M. Die Wegstrecke beträgt sechs Kilometer. Es sind 680 Höhenmeter im Auf- und Abstieg zu überwinden; die Wanderzeit wird mit drei Stunden angegeben.

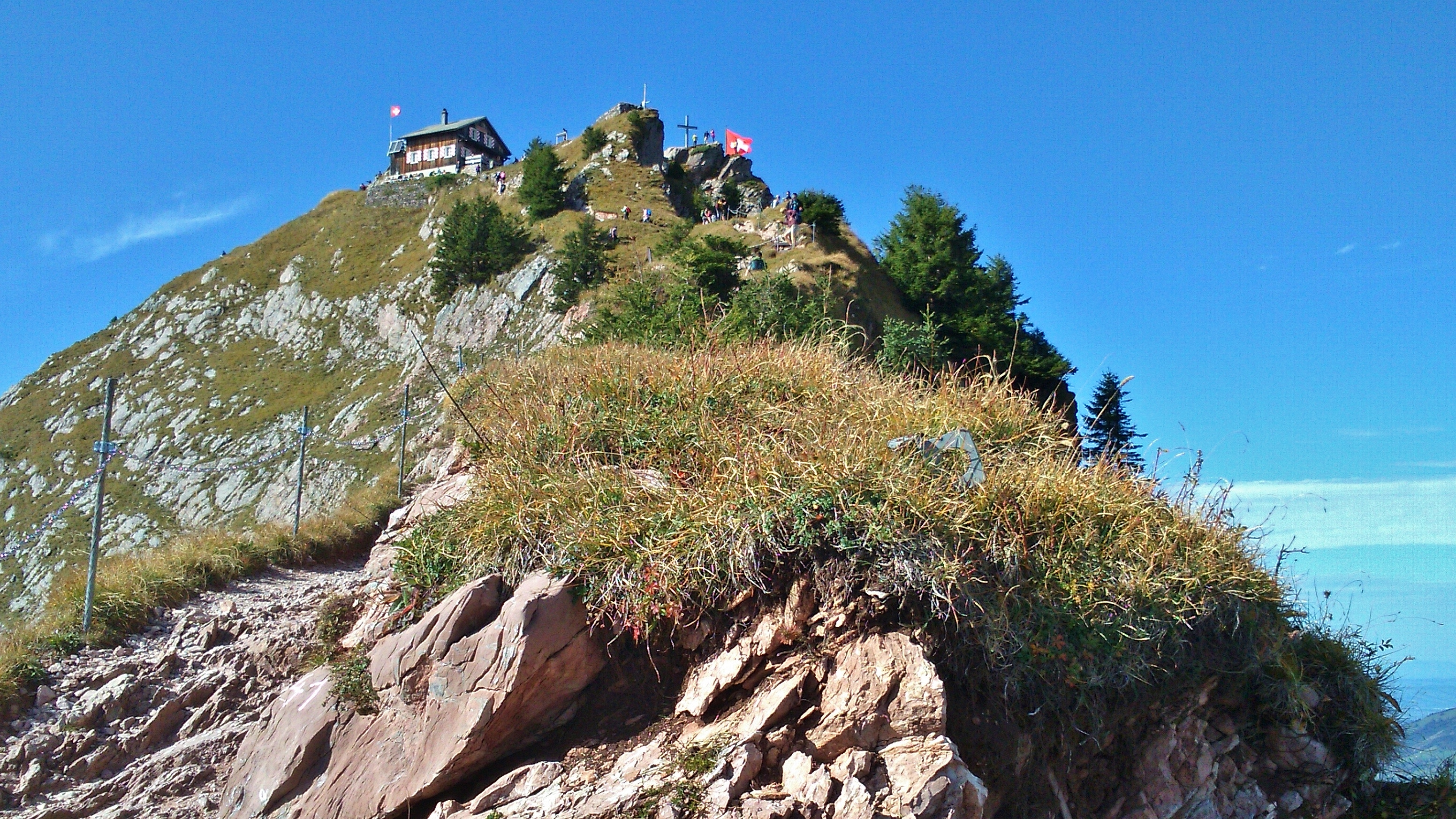
Gipfelanstieg von Osten.

Es gibt an der Bergstation, am Sattel und auf dem Gipfel Gaststätten. Der Weg kann auch aus dem Alptal mit der Luftseilbahn von Brunni zur Holzegg erreicht werden. In dem Fall fährt man mit der Bahn nach Einsiedeln und mit dem Bus bis zur Talstation, wo sich auch ein Parkplatz befindet.

## Nachweise
1. ↑  Alle lokalen Routen bei SchweizMobil.
2. ↑  Lage und Höhe gemäss «geo admin.ch».